# Callophrys mcfarlandi
Callophrys mcfarlandi ist ein Schmetterling (Tagfalter) aus der Familie der Bläulinge (Lycaenidae). Die Art wurde 1958 im La Cueva Canyon bei Albuquerque in New Mexico erstmals nachgewiesen. Der englische Name Sandia Hairstreak bezieht sich auf das Vorkommen in den Sandia Mountains. Das Art-Epitheton ehrt den amerikanischen Entomologen Noel McFarland von der University of Kansas, der die Eigenständigkeit der Art als Erster erkannte.
Callophrys mcfarlandi ist der offizielle Staatsschmetterling des US-amerikanischen Bundesstaates New Mexico

## Beschreibung

### Falter
Die Flügelspannweite der Falter beträgt 29 bis 32 Millimeter. Auf der Oberseite sind alle Flügel zeichnungslos braun, bei den Weibchen meist leicht rötlich überstäubt. Die Unterseite der Vorderflügel ist rötlich, in der Submarginalregion gelblich bis grünlich. Arttypisch ist die Zeichnung der Unterseite der Hinterflügel: Wurzel- und Mittelregion sind grün und werden von einer schwarzen und unmittelbar folgenden weißen Querlinie begrenzt. In der grünlichen Submarginalregion befindet sich oftmals eine schwarze Punktreihe. Der Saum wird aus je einer eng anliegenden weißen und schwarzen Linie gebildet. Am Tornus befindet sich ein kurzer Zipfel. Die Fühler sind abwechselnd schwarz und weiß geringelt und an der Spitze kolbenförmig.

### Raupe
Erwachsene Raupen wirken glasig. Sie haben eine weißliche, gelbliche, grünliche oder rosa Grundfärbung und sind dunkler marmoriert.

### Ähnliche Arten
Callophrys mcfarlandi ist aufgrund der typischen Zeichnungselemente unverwechselbar. So ist beispielsweise auch der in Europa, Asien und Nordafrika verbreitete Grüne Zipfelfalter (Callophrys rubi) auf der Flügelunterseite kräftig grün beschuppt und zeigt auf der Hinterflügelunterseite nur eine durchbrochene weiße Querlinie. Auch weitere nordamerikanische Callophrys-Arten sind weniger markant gezeichnet.

## Verbreitung und Lebensraum
Callophrys mcfarlandi kommt in New Mexico, sowie im Südosten Colorados, im Westen von Texas und dem Grenzgebiet zu Mexiko, insbesondere in Chihuahua vor. Die Art lebt bevorzugt in trockenen, bergigen Landschaften.

## Lebensweise
Die Falter bilden mehrere Generationen pro Jahr, die im Norden von Februar bis Juni und im Süden von Februar bis August anzutreffen sind. Sie besuchen zur Nektaraufnahme verschiedene Blüten. Als Nahrungspflanzen der Raupen werden die Blüten und Früchte von Spargelgewächsen (Agavaceae) angegeben, beispielsweise Nolina microcarpa, Nolina erumpens ssp. compacta und Nolina texana. Die Puppen überwintern.